# Liste der Monuments historiques in Châteaulin
Die Liste der Monuments historiques in Châteaulin führt die Monuments historiques in der französischen Gemeinde Châteaulin auf.

## Liste der Bauwerke
| Bezeichnung                                          | Beschreibung                  | Standort              | Kennzeichnung | Schutzstatus | Datum | Bild           |
| ---------------------------------------------------- | ----------------------------- | --------------------- | ------------- | ------------ | ----- | -------------- |
| Kapelle Notre-Dame, Kreuz, Beinhaus und Triumphbogen | Erbaut ab dem 13. Jahrhundert | Rue Notre-Dame (Lage) | PA00089867    | Classé       | 1914  | weitere Bilder |

## Liste der Objekte

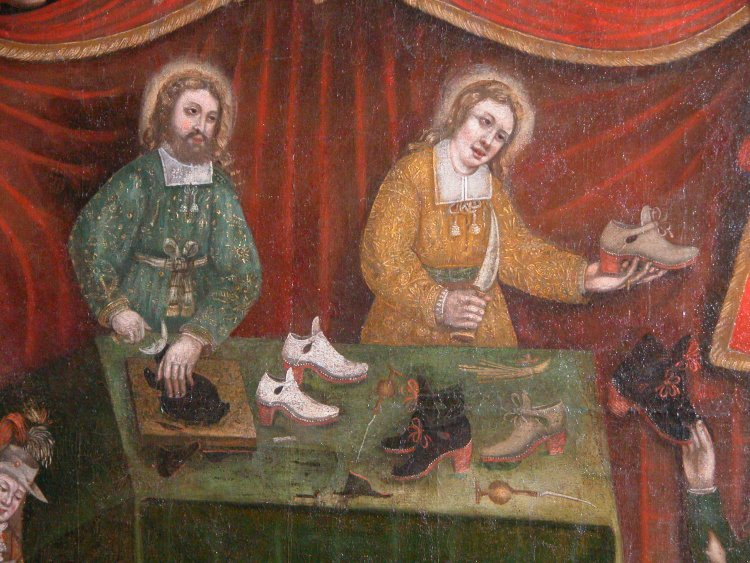
Ölgemälde Die Heiligen Crispinus und Crispinianus bei der Arbeit in der Kapelle Notre-Dame (1669)

- Monuments historiques (Objekte) in Châteaulin in der Base Palissy des französischen Kultusministeriums